# 石桥镇 (苍梧县)
石桥镇，是中华人民共和国广西壮族自治区梧州市苍梧县下辖的一个乡镇级行政单位。

## 行政区划
石桥镇下辖以下地区：
石桥社区、石桥村、湾岛村、塘蓬村、奇冲村、帘溪村、胜利村、寒水村、务平村、永安村、培中村、学田村、泗歧村和东桂村。